# Anton Stadler
Anton Stadler (Bruck an der Leitha, 28 giugno 1753 – Vienna, 15 giugno 1812) è stato un clarinettista ed esecutore di clarinetto di bassetto austriaco.

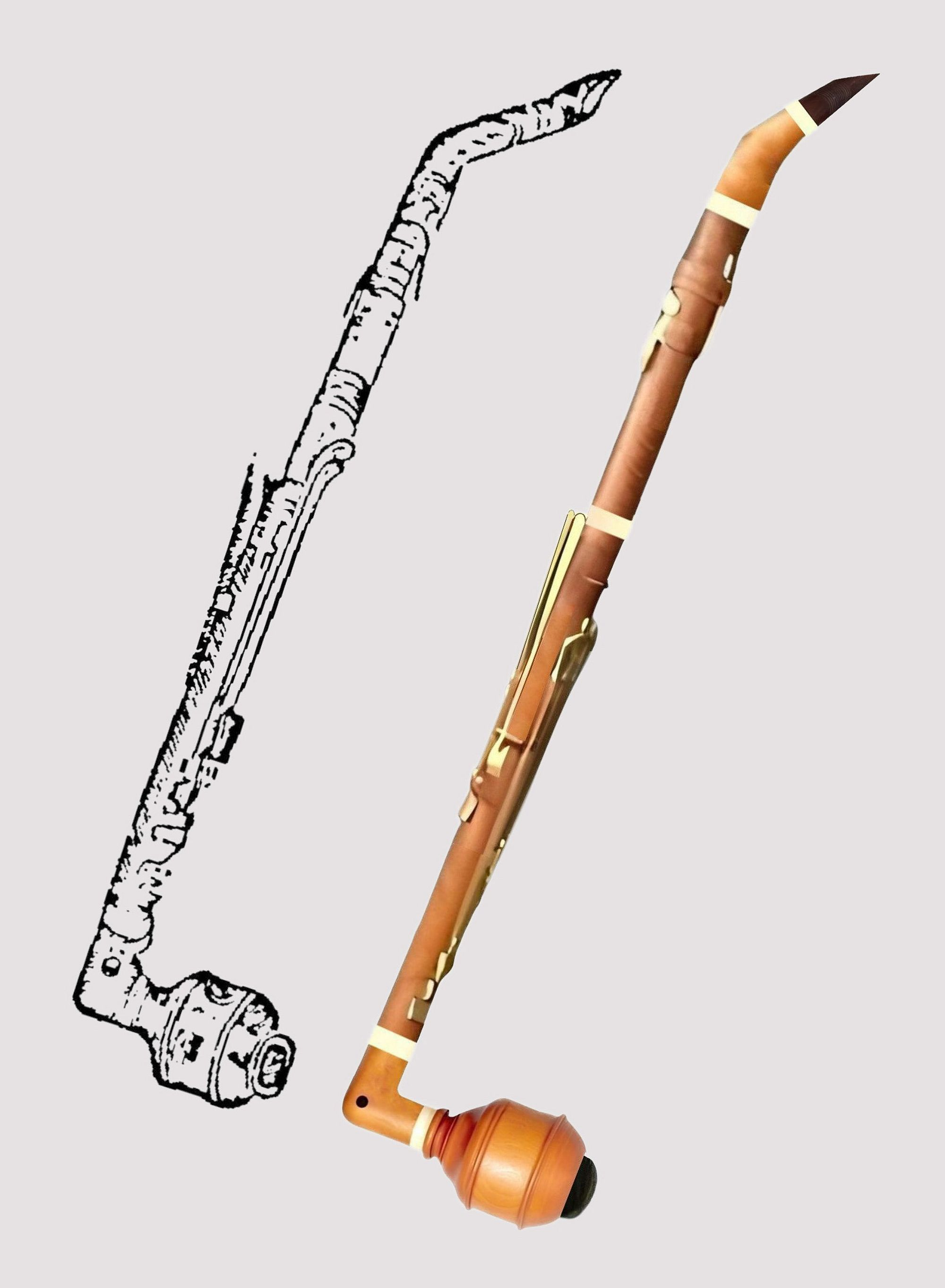
Schizzo del clarinetto basso di Stadler e una sua replica

Suonò col fratello più giovane Johann (1755 - 1804) nell'orchestra del Burgtheater di Vienna. Era famoso per il suo bel modo di suonare: dominava ottimamente il registro grave dello strumento, sia sul clarinetto che sul clarinetto di bassetto.
Questa predilezione per il registro grave portò ad una fruttuosa collaborazione con il costruttore Theodor Lotz: Stadler volle ampliare l'estensione dei suoi strumenti in Si bemolle e La di una terza verso il grave, toccando il Do. Per questo strumento eccezionale (noto oggi come clarinetto di bassetto) Wolfgang Amadeus Mozart scrisse il Quintetto per clarinetto ed archi in La maggiore KV 581, detto anche "Quintetto Stadler", ed il Concerto per clarinetto KV 622.
Ci furono da sempre voci sul fatto che l'amicizia di Stadler con Mozart fosse dettata da opportunismo. Secondo quel che si dice, avrebbe dato in pegno le opere scritte per lui. Queste voci non furono però mai confermate da fonti certe. L'unica certezza è che, al momento della morte di Mozart, Stadler aveva con lui 500 fiorini di debito (e non si sa se furono mai ripagati). Stadler aveva anche 162 fiorini di debito con il costruttore Theodor Lotz per due clarinetti di bassetto, soldi che Stadler non pagò mai. Una delle tante teorie del complotto sulla morte di Mozart diffamava Stadler come traditore di un progetto politico del compositore e come suo possibile avvelenatore per conto della massoneria.